# (936) Kunigunde
(936) Kunigunde es un asteroide perteneciente al cinturón de asteroides descubierto el 8 de septiembre de 1920 por Karl Wilhelm Reinmuth desde el observatorio de Heidelberg-Königstuhl, Alemania.
Está posiblemente nombrado por una chica del calendario Lahrer Hinkender Bote.
Forma parte de la familia asteroidal de Temis.